# Antoni Paprocki
Antoni Paprocki herbu Cholewa (ur. ok. 1754 roku) – podpułkownik 10. Regimentu Pieszego Ordynacji Rydzyńskiej w 1789 roku, konsyliarz ziemi dobrzyńskiej w konfederacji targowickiej w 1792 roku.